# Julia Willmann

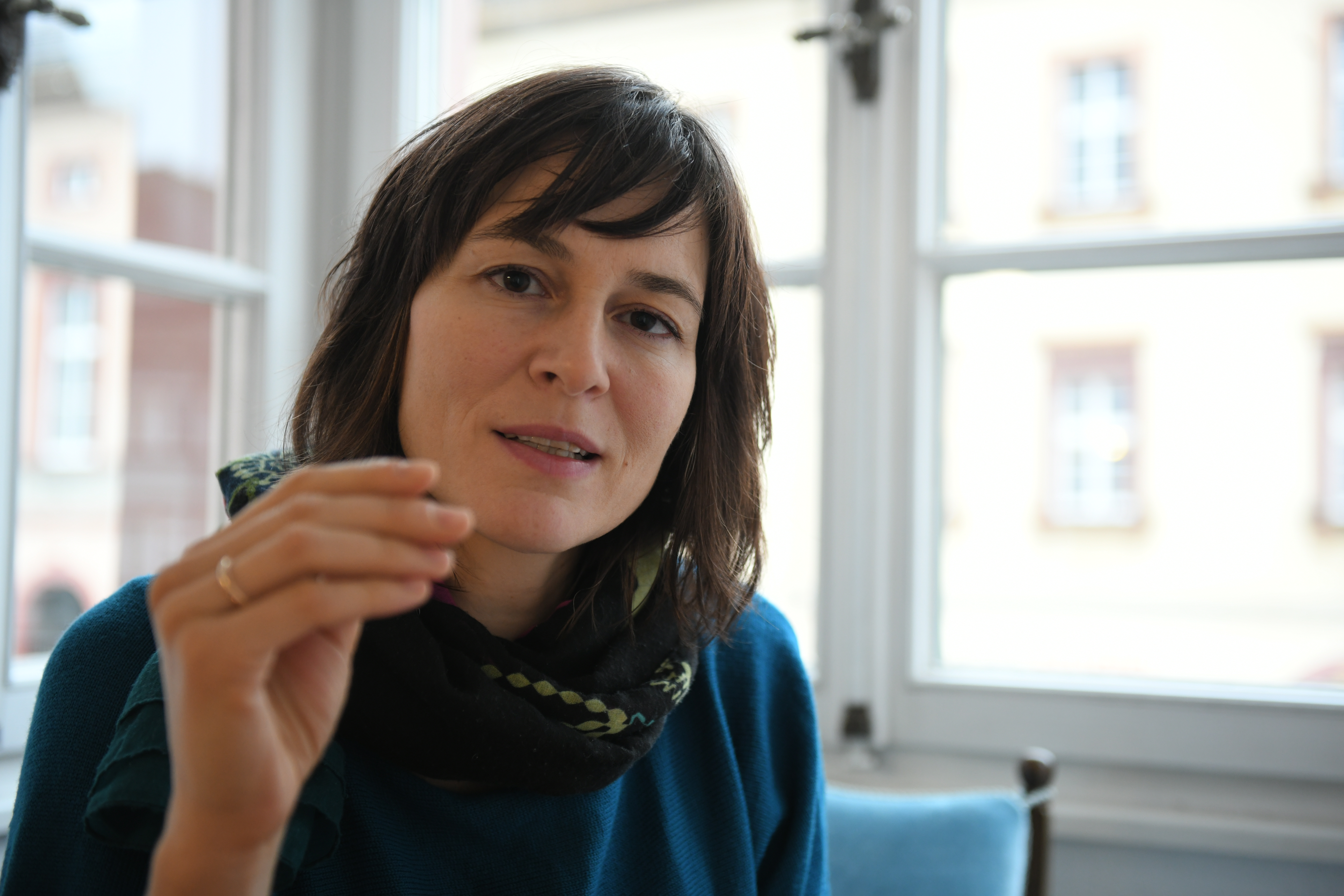
Julia Willmann (2017)

Julia Willmann (* 1973 in Freiburg im Breisgau) ist eine deutsche Schriftstellerin und Dramaturgin.

## Leben
Julia Willmann studierte Germanistik, Romanistik und Medienwissenschaften in Aix-en-Provence und Düsseldorf, im Anschluss Regie an der Deutschen Film- und Fernsehakademie Berlin. Während ihrer Studienzeit arbeitete sie als Regieassistentin für Film und Hörspiel, sowie als Hörfunkautorin, anschließend als Spielfilmredakteurin beim deutsch-französischen Fernsehsender Arte in Straßburg und als Creative Producerin bei der Filmproduktionsfirma Little Shark Entertainment in Köln. 2010 zog sie nach Berlin und machte sich als Autorin und Dramaturgin selbständig.
Ihre Texte für Kinder und Erwachsene wurden zunächst in Anthologien und Literaturzeitschriften veröffentlicht. 2017 erschien ihr Romandebüt was es ist. Es handelt von einer jungen Karrierefrau, die angesichts der zunehmenden Gebrechlichkeit ihrer Eltern in eine heilsame Krise gerät. 2021 erschien ihr erster Roman für Kinder, Rascha und die Tür zum Himmel, der vor dem Hintergrund der Fastnacht von der Liebe eines kleinen Jungen zu seiner sterbenden Großmutter erzählt.
Parallel zu ihrer schriftstellerischen Arbeit ist Julia Willmann als freischaffende Dramaturgin in der Filmbranche tätig und entwickelt Stoffe für Kino und Fernsehen. Sie lehrt Dramaturgie und Szenisches Schreiben unter anderem an der Deutschen Film- und Fernsehakademie Berlin und der Zürcher Hochschule der Künste. Im Wintersemester 2018/19 erhielt sie die Poetik-Dozentur für Kinder- und Jugendliteratur an der Pädagogischen Hochschule Karlsruhe.

## Auszeichnungen
- 2010: Stipendium der Kunststiftung Baden-Württemberg im Bereich Literatur
- 2017: Stadtschreiberin von Rottweil[10]
- 2018: Stadtschreiberin von Hausach und Amanda-Neumayer-Stipendium
- 2018/19: Poetik-Dozentur für Kinder- und Jugendliteratur der Pädagogischen Hochschule Karlsruhe
- 2021: Mannheimer Feuergriffel
- 2022: Nominierung Korbinian – Paul-Maar-Preis für Rascha und die Tür zum Himmel, Deutsche Akademie für Kinder- und Jugend-Literatur[11]
- 2023: Irseer Pegasus, Jurypreis
- 2023: Silberne Feder Empfehlungsliste für Rascha und die Tür zum Himmel[12]
- 2023: Korbinian – Paul-Maar-Preis für Ganz oben fliegt Lili, Deutsche Akademie für Kinder- und Jugend-Literatur[13]
- 2023: Writer in Residence, Franz-Edelmaier-Residenz für Literatur und Menschenrechte, Meran
- 2025: Alfred-Döblin-Stipendium[14]

## Werke

### Romane
- was es ist. Fontis-Verlag, Basel 2017, ISBN 978-3-03848-106-5.
- Rascha und die Tür zum Himmel. Peter Hammer Verlag, Wuppertal 2021, ISBN 978-3-7795-0664-5.
- Ganz oben fliegt Lili. Peter Hammer Verlag, Wuppertal 2023, ISBN 978-3-7795-0700-0.

### Veröffentlichungen in Anthologien und Zeitschriften
- Frau Meisenmann, Herr Weisenkamm und die Spinne Berta. In: erLESEN. Kunststiftung Baden-Württemberg 2011, ISBN 978-3-932679-20-9.
- Summ Summ. In: erLESEN. Kunststiftung Baden-Württemberg 2011, ISBN 978-3-932679-20-9.
- Jonna war mein Zwilling. In: Michael Hametner (Hrsg.): Frühstück mit Axt. Die besten Geschichten aus dem MDR-Literaturwettbewerb 2012, ISBN 978-3-355-01803-6.
- Der Anfang von etwas. In: erostepost. Nr. 48, Salzburg 2014.
- Aus welchem Tier sind Bananen gemacht? Gedanken zum Schreibprozess. In: Beate Laudenberg, Ulrike Wörner, José F. A. Oliver (Hrsg.): kinderleicht & lesejung. Poetik-Dozentur für Kinder- und Jugendliteratur, Vorlesungen 2014–2019 von Nils Mohl, Thorsten Nesch, Franko Supino, Kathrin Schrocke und Julia Willmann. Schiler & Mücke Verlag, Berlin/Tübingen 2020, ISBN 978-3-89930-382-7.
- Familiengold. In: Ulrike Wörner (Hrsg.): Aus allem alles machen. Eine Reise durch die heutige Kinder- und Jugendliteratur. Fabulus Verlag, Fellbach 2019, ISBN 978-3-944788-72-2.
- Der Fund. In: manuskripte. Nr. 231, Graz 2021.
- Mit Poesie lässt sich keine Schneeballschlacht gewinnen. In: zu brechen bleibt die See. Ein Plädoyer von Michael Stavarič, weitergesponnen von zwölf Autor*innen. Czernin Verlag, Wien 2021, ISBN 978-3-7076-0730-7.
- Cowboy. In: miromente. Nr. 74, Bregenz 2023.
- Splitter. In: manuskripte. Nr. 244, Graz 2024.

## Filmografie
- 2000: Test Men By Food (Regie, Drehbuch)
- 2001: videobaby (Regie, Drehbuch)
- 2002: alles verloren (Regie)
- 2004: Yugotrip (Dramaturgie)
- 2008: Hardcover (Redaktion)
- 2009: Hangtime (Producerin)
- 2009: Wenn die Welt uns gehört (Redaktion)
- 2011: Eine Insel namens Udo (Producerin)
- 2012: More Jesus (Dramaturgie)
- 2012: Max Raabe in Israel (Regie, Drehbuch)
- 2017: Freiheit (Dramaturgie)
- 2021: Nico (Dramaturgie)
- 2022: Vamos A La Playa (Dramaturgie)
- 2022: Wann kommst du meine Wunden küssen? (Dramaturgie)
- 2023: Krzyk – Losing Control (Dramaturgie)
- 2023: Sprich mit mir (Dramaturgie)
- 2023: Franky Five Star (Dramaturgie)
- 2024: Alle die Du bist (Dramaturgie)